# Copa de la Reina de hockey hielo
La Copa de la Reina es una competición nacional de hockey sobre hielo en España que se disputa con carácter anual en la categoría femenina sénior. Es la segunda competición femenina de mayor importancia nacional tras la Liga Nacional de Hockey Hielo.

## Palmarés
| Ed.  | Año  | Sede          |                    | Campeón | Final Resultado      | Subcampeón                            | Notas |
| I    | 2009 | Majadahonda   | SAD Majadahonda    | 3-2     | C.P.L. Valladolid    | Primera edición de la Copa de España  |       |
| II   | 2010 | Logroño       | SAD Majadahonda    | 5-2     | C.P.L. Valladolid    | [ 2 ]                                 |       |
| III  | 2011 | Logroño       | C.P.L. Valladolid  | 6-3     | SAD Majadahonda      | [ 3 ]                                 |       |
| IV   | 2012 | Majadahonda   | SAD Majadahonda    | 2-1     | C.P.L. Valladolid    | [ 4 ]                                 |       |
| V    | 2013 | Vitoria       | SAD Majadahonda    | 4-3     | C.P.L. Valladolid    | [ 5 ]                                 |       |
| VI   | 2014 | Majadahonda   | SAD Majadahonda    | 10-1    | Milenio C.P. Logroño | [ 6 ]                                 |       |
| VII  | 2015 | Barcelona     | SAD Majadahonda    | 1-0     | ASME Barcelona       | [ 7 ]                                 |       |
| VIII | 2016 | Valdemoro     | ASME Barcelona     | 3-0     | SAD Majadahonda      | [ 8 ]                                 |       |
| IX   | 2017 | Majadahonda   | SAD Majadahonda    | 6-1     | C.P. Sumendi Vitoria | [ 9 ]                                 |       |
| X    | 2018 | Granada       | SAD Majadahonda    | 8-0     | ASME Barcelona       | [ 10 ]                                |       |
| XI   | 2019 | San Sebastián | SAD Majadahonda    | 6-3     | C.P. Sumendi Vitoria | Cambio denominaciónː Copa de la Reina |       |
| XII  | 2020 |               |                    |         |                      | Edición no finalizada por el Covid-19 |       |
| XIII | 2021 | Majadahonda   | SAD Majadahonda    | 5-2     | C.H.H. Txuri Urdin   | [ 13 ]                                |       |
| XIV  | 2022 | Jaca          | C.H.H. Txuri Urdin | 6-3     | SAD Majadahonda      | [ 14 ]                                |       |
| XV   | 2023 | Majadahonda   | SAD Majadahonda    | 4-2     | Club Hielo Jaca      | [ 15 ]                                |       |
| XVI  | 2024 | Logroño       | Club Gel Puigcerdà | 7-2     | Club Hielo Huarte    | [ 16 ]                                |       |
| XVII | 2025 | Puigcerdá     | Club Gel Puigcerdà | 5-0     | Club Hielo Jaca      |                                       |       |